# Vasuki (Gattung)
Vasuki ist eine Gattung aus der ausgestorbenen Familie der Madtsoiidae innerhalb der Schlangen. Sie lebte im Mittleren Eozän vor rund 47 Millionen Jahren. Überliefert ist bisher ein Teil der Wirbelsäule mit mehr als zwei Dutzend Einzelelementen. Anhand der Größe der Wirbel lässt sich eine Gesamtlänge von 10,9 bis 15,2 m schlussfolgern. Die oberen Werte übertreffen jene von Titanoboa, womit Vasuki die längste Schlange der Erdgeschichte wäre, bisher sind die Angaben aber noch zu ungenau. Die Tiere waren bodenlebend und gingen wahrscheinlich als Lauerjäger auf Beutefang. Wissenschaftlich eingeführt wurde die Gattung im Jahr 2024. Es ist eine Art anerkannt.

## Merkmale
Vasuki ist der größte bekannte Vertreter der Madtsoiidae. Allerdings wurde bisher lediglich ein Teil der Wirbelsäule bestehend aus 27 Einzelelementen aufgefunden. Davon gehören 22 zum vorderen Körperbereich. Die Wirbel fallen durch ihre großen Dimensionen auf. Allein der Wirbelkörper (Centrum) maß zwischen 37,5 und 62,7 mm im Durchmesser. An den vorderen Gelenkfortsätzen (Präzygapophysen) wurden die Wirbel 62,4 bis 111,4 mm breit, an den hinteren (Postzygapophysen) 66,8 bis 110,9 mm. Die Gesamtbreite über die Querfortsätze (Diapophysen) gemessen variierte von 59,1 bis 121,1 mm, die Gesamthöhe am Dornfortsatz variierte von 61,4 bis 110,0 mm. Die Maße sind deutlich größer als etwa bei Gigantophis oder Madtsoia. Dennoch teilen alle drei Gattungen die seitlich weit ausladende Form, die somit keine Verschmälerungen anzeigt und als typisches Merkmal der Madtsoiidae angesehen werden kann. Die Gelenkfläche (Cotyle) des Wirbelkörpers war eingedellt. Der umseitig liegende Gelenkkörper (Condyle), der in die Cotyle des benachbarten Wirbels einrastete, wies eine Breite, jedoch etwas niedrige Form auf. Der Neuralkanal war nierenartig gestaltet, was von der eher dreiblättrigen Form bei Gigantophis und Madtsoia oder der elliptischen bei Wonambi abweicht. Der Dornfortsatz ragte hoch auf mit absoluten Werten zwischen 15,3 und 31,9 mm, was rund 21 bis 29 % der Wirbelhöhe ausmachte. Er war schräg nach hinten geneigt mit einem Winkel von 12 bis 19 °. Im letzteren Merkmal unterschied sich Vasuki deutlich von anderen Angehörigen der Madtsoiidae mit ihrer markant schrägeren Position des Dornfortsatzes, so bei Gigantophis, Madtsoia und Wonambi. Bei Madtsoia verlief die Vorderkante zudem stärker konvex, was bei Vasuki nicht der Fall war.

## Fossilfunde

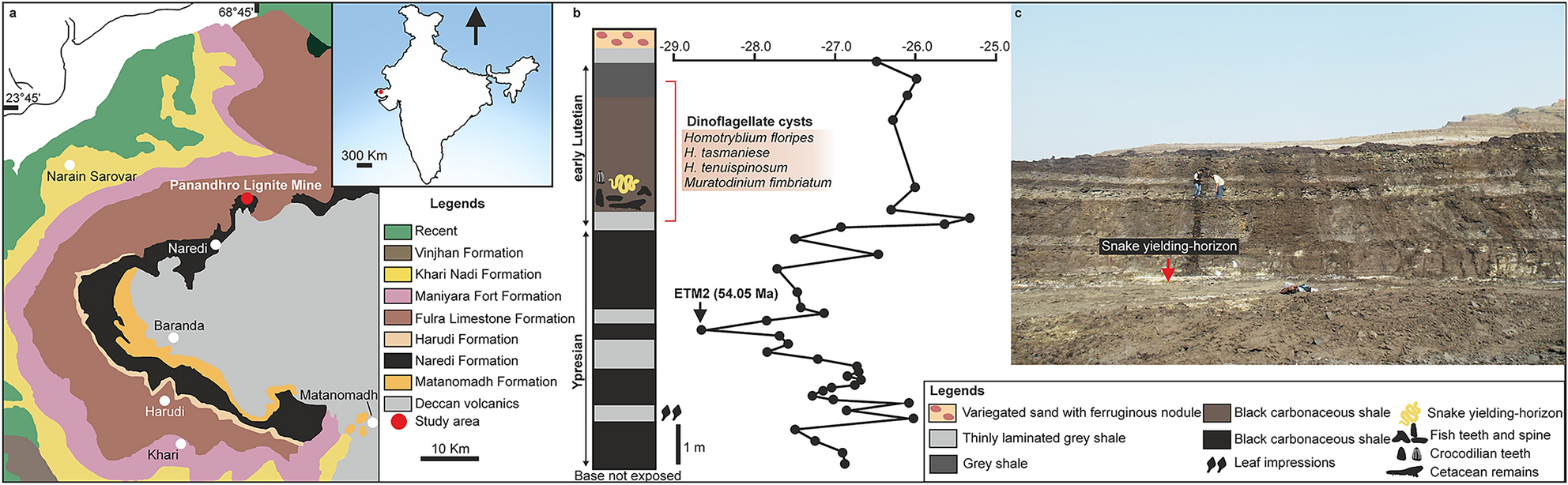
Das Kachchh-Becken im nordwestlichen Indien mit der geologischen Fundsituation von Vasuki

Fossilreste von Vasuki wurden bisher lediglich aus dem westlichen Indien berichtet. Sie entstammen dem Kohlefördergebiet von Panandhro rund 10 km nordöstlich von Naredi im Distrikt Kachchh des Bundesstaates Gujarat. Die Region gehört zum Kachchh-Becken, welches aus Ablagerungen des Mesozoikums und des Känozoikums besteht. Die känozoischen Sedimente erreichen eine Mächtigkeit von 900 m, wovon rund 100 m auf das Paläogen entfallen. Die ältesten paläogenen Ablagerungen werden der Matanomadh-Formation zugeschrieben, die die vulkanischen Bildungen der Decca Trap überlagert und noch im Paläozän entstand. Die darauffolgenden Gesteinseinheiten sind als Naredi- und Haradi-Formation beschrieben und bildeten sich im Verlauf des Eozäns. Vor allem die Naredi-Formation besteht aus einer Serie von Schiefern. Ihr Ursprung geht auf eine Flachmeer-Küstenlandschaft wohl innerhalb einer Lagune mit Brackwassereinfluss zurück. Anhand von Foraminiferen ist eine Entstehung im Unteren Eozän wahrscheinlich. Es sind mehrere Schichtglieder innerhalb der Naredi-Formation ausgewiesen. Die beiden unteren schließen das Paläozän/Eozän-Temperaturmaximum und das Eozäne Temperaturmaximum 2 und 3 ein, die sich vor etwa 55 bis 53 Millionen Jahren ereigneten. Die Funde von Vasuki kamen im obersten Abschnitt der Naredi-Formation zu Tage. Hier deuten Dinoflagellaten ebenfalls auf wärmere Bedingungen hin. Der Zeitraum wird mit vor 47 Millionen Jahren angegeben, was im Übergang vom Unteren zum Mittleren Eozän liegt. Zur hangenden Haradi-Formation besteht ein Hiatus von mehreren Millionen Jahren, so dass ihre Herausbildung für das ausgehende Mittlere Eozän anzunehmen ist.

## Paläobiologie
Verschiedenen Berechnungsmethoden zufolge betrug die Länge von Vasuki möglicherweise zwischen 10,9 und 12,2 m (ermittelt über die Breite der Postzygapophysen, also der hinteren Gelenkfortsätze am Wirbelbogen) beziehungsweise zwischen 14,5 und 15,2 m (ermittelt über die Präzygapophysen, also der vorderen Gelenkfortsätze). Im letzteren Fall wäre Vasuki länger als Titanoboa, welche bisher als die längste bekannte Schlange galt. Die Wirbel sind bei Vasuki allerdings etwas kleiner als bei Titanoboa. Alle verwendeten Berechnungen basieren auf Vergleichswerten mit rezenten Schlangen. Für fossile Formen, zumal mit unklaren Verwandtschaftsverhältnissen zu den heutigen Vertretern, sind die erbrachten Werte daher nur als Annäherungen zu betrachten. Eine Einschränkung besteht unter anderem darin, dass für die Größenermittlung nicht immer die gleichen Wirbel zur Verfügung stehen. Zudem ist der vollständige Körperbau der Madtsoiidae bisher unbekannt, das betrifft auch eventuelle Variationen entlang der Wirbelsäule. Ähnlich wie bei Titanoboa könnte das deutlich wärmere Klima, das im Mittleren Eozän vorherrschte, das Größenwachstum von Vasuki begünstigt haben. Als mittlere Jahrestemperatur der damaligen Zeit werden 27,2 bis 28,6 °C veranschlagt, was rund 0,7 bis 2,1 °C über den heutigen Werten liegt.
Die Wirbel von Vasuki sind seitlich breit ausladend, wodurch auch die Rippen weit außen lagen. Aufgrund dessen kann ein breiter zylindrischer Körper rekonstruiert werden. Dies befürwortet wiederum eine terrestrische (landgebundene) Fortbewegung, da bei wasserbewohnenden Schlangen zumeist seitlich verschmälerte Wirbel auftreten. Eine grabende Lebensweise kann aufgrund der Körpergröße und der hohen Dornfortsätze ausgeschlossen werden. Vermutlich war Vasuki ein langsamer Bodenjäger, der eher lauernd auf Beute wartete und sich in geradlinigen Wellenbewegungen fortbewegte. Letzteres ist heute auch von einigen Boas und Vipern bekannt.

## Systematik
Vasuki ist eine Gattung aus der ausgestorbenen Familie der Madtsoiidae innerhalb der Unterordnung der Schlangen (Serpentes). Die Madtsoiidae repräsentieren eine sehr erfolgreiche Gruppe der Schlangen, die erstmals im Cenomanium der Oberkreide vor rund 100 Millionen Jahren erschien, allerdings im ausgehenden Pleistozän wieder verschwand. Ihr hauptsächliches Verbreitungsgebiet umfasst das ehemalige Gondwana mit den heutigen Kontinenten Südamerika, Afrika und Australien sowie den größeren Landmassen Madagaskar und Indien. Einzelne Funde sind zudem aus dem südlichen Europa belegt. Die genauen stammesgeschichtlichen Verwandtschaftsverhältnisse sind ungeklärt. In der Regel werden sie als basale Einheit der Schlangen angesehen, einige Forscher gruppieren sie jedoch auch mit den Alethinophidia innerhalb der Kronengruppe der Schlangen. Mitunter besteht auch die Ansicht einer Position außerhalb der Schlangen. Grund für diese Unsicherheit ist die fragmentarische Natur der Fossilreste der Madtsoiidae.
Die Madtsoiidae schließen über ein Dutzend Gattungen ein. Neben mehreren kleinen und mittelgroßen Formen gehören hierzu auch einige der längsten Schlangen, die bisher bekannt sind. Phylogenetischen Untersuchungen zufolge bildet Vasuki eine engere Verwandtschaftsgruppe mit Gigantophis, einer weiteren riesigen Schlange, die unter anderem aus der bedeutenden Fossillagerstätte des Fayyum in Ägypten überliefert ist. Ebenfalls in das nähere Beziehungsumfeld wird eine zu Madtsoia gestellte Art aus Indien verwiesen, wobei die Gattung aber höchstwahrscheinlich paraphyletisch ist. Die zugrundeliegenden Daten befürworten aber nur ein ungefähres Verhältnis, da aussagekräftigeres Schädelmaterial fehlt.
Die wissenschaftliche Erstbeschreibung von Vasuki erfolgte im Jahr 2024 durch Debajit Datta und Sunil Bajpai. Sie bezieht sich auf die teilweise erhaltene Wirbelsäule mit insgesamt 27 Einzelelementen (Exemplarnummer: IITR/VPL/SB 3102-1-21) aus der Naredi-Formation, die in dem Kohlefördergebiet von Panandhro im westindischen Bundesstaat Gujarat aufgeschlossen ist. Die Funde datieren in das Mittlere Eozän vor gut 47 Millionen Jahren. Der Gattungsname bezieht sich auf die mythische Schlange Vāsuki, welche sich um den Hals der hinduistischen Gottheit Shiva windet. Gemeinsam mit der Gattung wurde die Art Vasuki indicus benannt, wobei das Artepitheton die Fundregion Indien referenziert.